# Maria (imperatriz)
Maria foi uma imperatriz-consorte romana do ocidente, primeira esposa do imperador Honório. Ela era filha do mestre dos soldados (magister militum) Estilicão e sua esposa Serena, irmã de Euquério, que foi morto quando o pai caiu em desgraça, e Termância, que a sucederia como esposa de Honório.

## Família
"De Consulatu Stilichonis", de Claudiano, relata que seu avô paterno, não nomeado, era um oficial de cavalaria sob o imperador do oriente Valente. Paulo Orósio acrescenta ainda que ele seria um vândalo romanizado. A fragmentada crônica de João de Antioquia afirma que ele seria cita, provavelmente seguindo uma prática comum da Antiguidade tardia de chamar praticamente todos os que habitavam as estepes pôntico-cáspias de "citas", independente da língua que falavam. Jerônimo chama Estilicão de "semi-bárbaro, o que tem sido interpretado como significando que a avó paterna de Maria seria uma romana.
O poema "Elogio a Serena", de Claudiano, e a "Nova História", de Zósimo, afirma que o avô materno de Maria seria um outro Honório, mais velho e irmão de Teodósio I. Ambos eram filhos do conde Teodósio e uma outra Termância segundo a "Historia Romana" de Paulo, o Diácono. Genealogistas consideram provável que Maria tenha sido batizada em homenagem à avó, chamando-a assim de "Maria" também.

## Casamento
Por volta de fevereiro de 398, Maria se casou com Honório, seu primo de primeiro grau pelo lado da mãe. Ele era filho de Teodósio I e sua primeira esposa Élia Flacila e não tinha ainda quatorze anos. O epithalamion escrito por Claudiano para os dois ainda existe. O autor coloca sua elogiosa descrição de Maria na boca de Vênus, uma deusa romana associada principalmente com a beleza, o amor e a fertilidade, equivalente à deusa grega Afrodite:
| “ | Mesmo que nenhum laço de sangue tivesse unido-te à casa real e vós não fostes relacionados até então, ainda assim tua beleza far-te-ia merecedora de um reino. Que outra face poderia ganhar um cetro? Que feições melhores para adornar um palácio? Mais vermelhos que rosas teus lábios, mais brancos que a geada teu pescoço, prímulas não são mais amarelas que teu cabelo, o fogo não é mais brilhante que teus olhos. E com que belo espaço tuas delicadas sobrancelhas se encontram na tua testa! Quão certa é a mistura de teu rubor, tua beleza não se cobre com muito vermelho! Teus dedos mais rosados que os de Aurora, teus ombros mais firmes que os de Diana; mesmo tua mãe superas. Se Baco, amante de Ariadne, pôde transformar a guirlanda de sua amada numa constelação, como é possível que uma donzela ainda mais bela não traga uma coroa de estrelas? | ” |
|   | — Claudiano, Epithalamium. |   |

Há um debate acadêmico sobre qual seria a idade de Maria na época do casamento, pois ela depende de quando seus pais teriam se casado. Uma passagem de "De Consulatu Stilichonis" relata que Estilicão primeiro ficou famoso por ter negociado com sucesso um tratado de paz com Sapor III, do Império Sassânida, e depois foi escolhido por Teodósio I para se casar com sua sobrinha preferida. O imperador e sua esposa, Élia Flacila, estavam agindo como pais adotivos de Serena, provavelmente por causa da morte de seus pais biológicos. O tratado tem sido datado como tendo ocorrido em 384, mas datas de até 387 já foram sugeridos tanto para o tratado quanto para o casamento, que ocorreu logo depois. De qualquer maneira, Maria deve ter tido por volta de quatorze anos de idade quando se casou.

## Imperatriz
De acordo com Zósimo, "quando Maria estava para ser casada com Honório, sua mãe, achando-a muito jovem para se casar e se recusando a autorizá-lo, pois ela acreditava que submeter uma pessoa tão jovem e tão gentil aos abraços de um homem seria violentar a natureza, recorreu a uma mulher que sabia como tratar destes assuntos, e, pelas artes dela concebeu que Maria deveria viver com o imperador e compartilhar de sua cama, mas ele não deveria ter o poder de tirar-lhe a virgindade. Neste ínterim, Maria morreu virgem e Serena, que, como se pode imediatamente supor, desejava tornar-se avó de um jovem imperador ou imperatriz, por medo de ter sua própria influência diminuída, utilizou de todas as suas artimanhas para casar sua outra filha com Honório". É provável que o relato seja uma tentativa de explicar por que Maria morreu sem filhos. Porém, ele também pode ser um sinal da pouca idade do casal e o a história de Honório ter sido drogado por sua sogra, Serena, é considerada fantasiosa. A "outra filha", Termância, se casou em seguida com Honório.